# 伊原木隆太
伊原木 隆太（いばらぎ りゅうた、1966年〈昭和41年〉7月29日 - ）は、日本の実業家、政治家。無所属。
公選第18・19・20・21代岡山県知事（4期）、学校法人吉備高原学園理事長。元天満屋代表取締役社長。父は前天満屋代表取締役会長の伊原木一衛。

## 来歴

### 生い立ち
1966年、岡山県岡山市の地元百貨店・天満屋の創業家に生まれる。岡山大学教育学部附属小学校・中学校、岡山県立岡山大安寺高等学校、東京大学工学部を卒業。1995年、スタンフォード大学経営大学院（ビジネススクール）にてMBA（経営管理学修士）を取得した。

### 実業家・政治家として

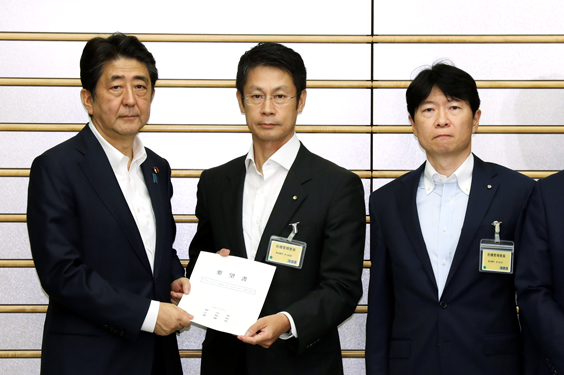
2018年8月2日、総理大臣官邸にて内閣総理大臣安倍晋三（左）、広島県知事湯﨑英彦（中央）と

1998年、父・伊原木一衛の後任として、天満屋代表取締役社長に就任した。以後14年にわたり同社社長を務める。2012年5月、天満屋代表取締役社長を退任。
2012年6月、10月に実施される岡山県知事選挙に出馬する意向を表明した。伊原木の出馬表明の直後、現職の石井正弘は5期目の不出馬を表明した。
伊原木は自由民主党・公明党・たちあがれ日本の推薦を受けたほか、天満屋時代の人脈を生かし地元岡山県の経済団体、約2000の企業・団体、連合の支持も受け、約36万票を集め、元民主党県議会議員の候補者、日本共産党推薦の候補者など3人の対立候補を破り、初当選した。
戦後の公選の歴代岡山県知事（西岡広吉、三木行治、加藤武徳、長野士郎、石井正弘）はいずれも官僚経験者であったことから、伊原木が初の民間出身の岡山県知事となった。

## 略歴
- 1966年（昭和41年）7月 - 岡山県岡山市に生まれる。
- 1982年（昭和57年）3月 - 岡山大学教育学部附属中学校を卒業。
- 1985年（昭和60年）3月 - 岡山県立岡山大安寺高等学校を卒業。
- 1990年（平成2年）3月 - 東京大学工学部を卒業。
- 1990年（平成2年）4月 - 外資系経営コンサルティング会社に入社[4]。
- 1993年（平成5年）6月 - 外資系経営コンサルティング会社を退職。
- 1995年（平成7年）6月 - スタンフォード大学経営大学院を修了。
- 1998年（平成10年） - 実父の伊原木一衛の後任として、天満屋代表取締役社長に就任。
- 2012年（平成24年）6月 - 天満屋代表取締役社長を退任（後任はおじの伊原木省五）。
- 2012年（平成24年）10月 - 岡山県知事選挙にて初当選。岡山県知事に就任。
- 2016年 （平成28年）10月 - 岡山県知事選挙にて再選。
- 2020年 （令和2年）10月 - 岡山県知事選挙にて3選。
- 2024年 （令和6年）10月 - 岡山県知事選挙にて4選[5]。

## 政策・主張
伊原木は岡山県知事就任後のインタビューで、石井正弘前知事による行財政改革を先々代の長野士郎県政で発生した大規模公共事業による負債を現役職員に負担を強いるものであるとして、職員に同情を示しつつも行財政改革を引き続き推進する方針を表明している。そのうえで、新たな財政指針を策定することを表明し「明確に無駄と言えるのは受益者自身がコストを払うつもりのないサービス」であると発言、医療費無料化に代表される無料の医療・福祉サービスに対し「基本的に無料のものは無駄遣いされる」と述べ、「低所得者層や母子家庭にはバウチャーで対応するべきであります」との見解を示した。2016年に「政策は知恵と工夫で効果を生むとともに、10年、20年後を見据えた長期的視点で投資するのが私のやり方であってこのスタイルこそが「伊原木カラー」だと思っています。」との発言があった。

### 県知事としての主な取り組み
- 2013年2月からは、知事と県民の対話機会として「知事と一緒に生き活きトーク」を年間8回程度実施している[6]。

- 最重要課題のひとつの産業振興は、それまでの県行政にはやや乏しかった具体実現方向へのアプローチでより結果を出す舵取りが行われている[7]。2014年9月に、都内アンテナショップ「とっとり・おかやま新橋館」開業を円滑に成功させた。 1000平方メートル近い売り場面積の大型店を鳥取県（旧店舗を新店舗に統合）と岡山県（初出店）が共同運営することとなった[8]。

- 2016年3月には、2008年から途絶えていた香港-岡山を結ぶ国際定期線の就航関係を成功させた[9]。

- 2016年4月に明らかとなった三菱自動車の燃費試験の不正事件では、知事として雇用確保の調整に追われた[10]。

- 2016年7月には、2015年から途絶えていた台北（桃園）-岡山を結ぶ国際定期線の就航関係も成功させた[11]。

- 2016年7月に、県が1988年から運営管理する岡山空港の利用者数を28年での3000万人達成を成功させた[12]。

- 県内全域の少子化対策へは、第3子以降の保育料を無償化する施策や具体応援策を執った[13][14]。また、県内のあたらしい救護体制構築や、防災指針の見直しにも取り組んだ[15]。

### コロナ関連
2020年3月ごろから日本で感染者が増え始めた新型コロナウイルスに対し、直後のゴールデンウイークに来県者が増えることを懸念して交通量の多い山陽自動車道の兵庫・広島両県境に近いパーキングエリアで検温する対策を記者会見で発表した。会見で発言した「岡山に来たことを後悔するようになればいい」がネットで物議を醸しだし、県のホームページには「検査員に危害を加える」など脅迫めいた意見が相次いだため、県境での検温は断念せざるを得なかった。
また4月7日、全国に発出された緊急事態宣言について、政府が見直しをした際に、岡山県の解除を求めると会見で発言。しかし、政府は全国一律で一週間の延長を決め岡山県は伊原木の要望から一週間遅くなった。
コロナウイルスの第4波により、2021年3月ごろから岡山でも2020年3月期や11月期の流行をはるかに超える患者数が報告されている。これを受け伊原木は5月12日、「まん延防止を国に働きかける」と発表した。同時期にまん延防止を申請したものの国に認められなかった香川県や徳島県、石川県などに比べ政府と綿密な会議を重ね、確実にまん延防止が適用されると報道されていたが14日に開かれた基本的対処方針分科会から「岡山はすでに緊急事態宣言に等しい状態」と見解を出され緊急事態宣言が適用された。
緊急事態宣言が適用されてわずか5日後の20日には伊原木が「病床使用率84.5％と高い水準で、重症者用も76.7％と非常に厳しい状態にある」と会見で説明している。

## 人物
- 妻、娘2人の4人家族。
- 好きな食べ物はお好み焼き、牛丼、ハンバーガー、あんぱん。
- 趣味はアルト・サックス演奏と料理。アルト・サックスは天満屋社長時代に自らサンタクロースに扮して来客に披露しており、岡山県知事就任後もパフォーマンスをしている[18]。将棋好きでもあり、岡山県内で女流名人戦など将棋のタイトル戦が行われる際には、自ら控室を訪れ棋士たちと検討を行うのが恒例[19][20]。
- 広島県の湯崎英彦知事とは、スタンフォード大学時代の同窓生にあたる。

## 政治資金
2021年12月、記者会見にて、自身の後援会が、2013年以降、父である一衛氏と自身の妹2人から、政治資金規正法の上限を超える寄付3950万円を受け取っていたと明らかにした。後援会は2022年2月、超過額を返還する経理処理などを行い、政治資金収支報告書を訂正したと発表した。2023年3月に神戸学院大学の上脇博之教授が後援会関係者らを政治資金規正法違反の疑いで岡山地検に告発。同年9月28日、岡山区検は後援会の会計責任者ら2人を政治資金規正法違反（虚偽記入）の罪で略式起訴した。岡山簡裁は10月5日付で2人にそれぞれ罰金100万円の略式命令を出した。